# Гонорівський парк
Гонорівський парк — парк-пам'ятка у селі Гонорівка Студенянської громади Тульчинського району Вінницької області. Датований XIX століттям. В оточенні парку розташований Гонорівський палац. У парку ростуть унікальні дерева.

## Галерея

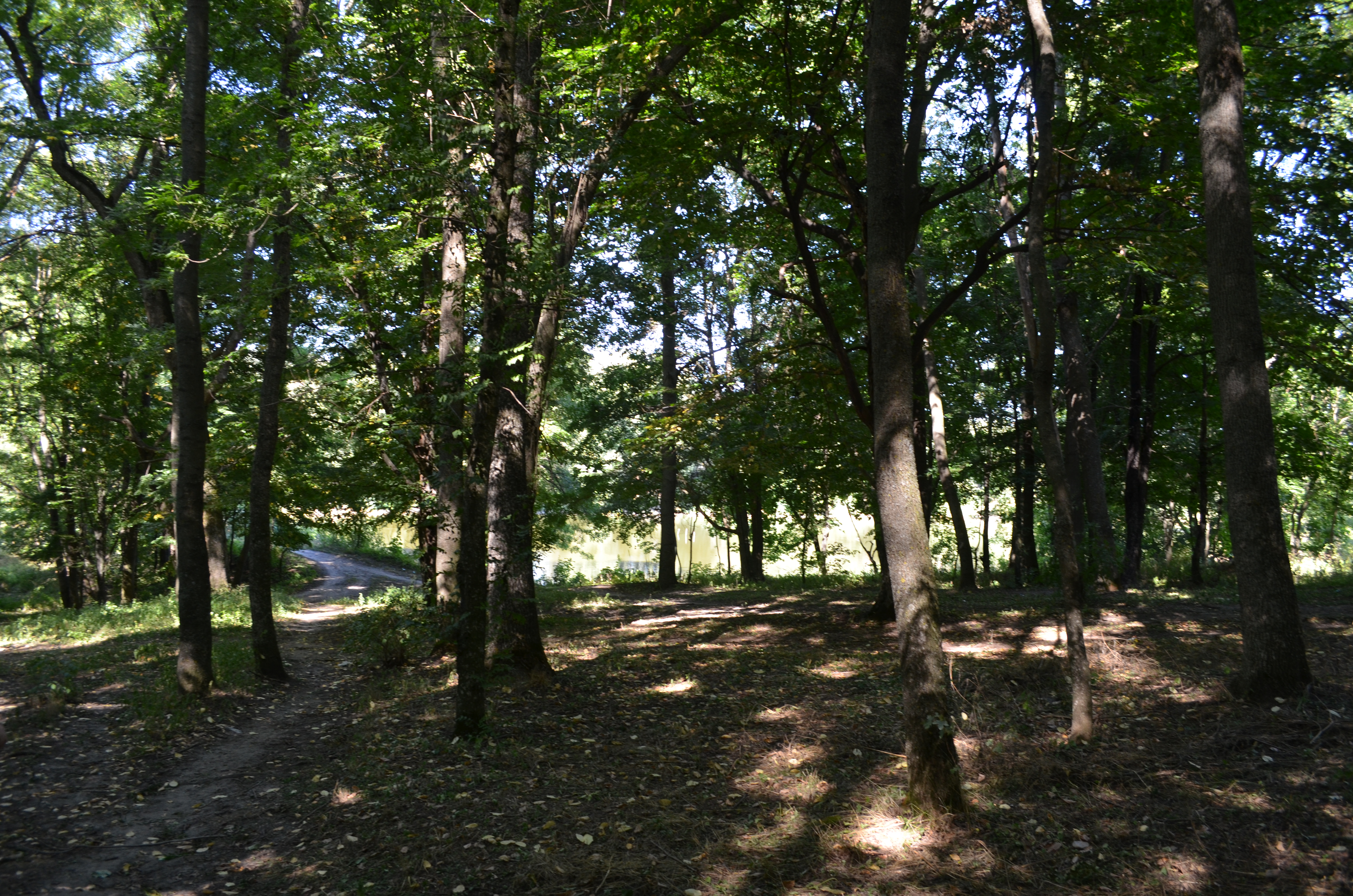
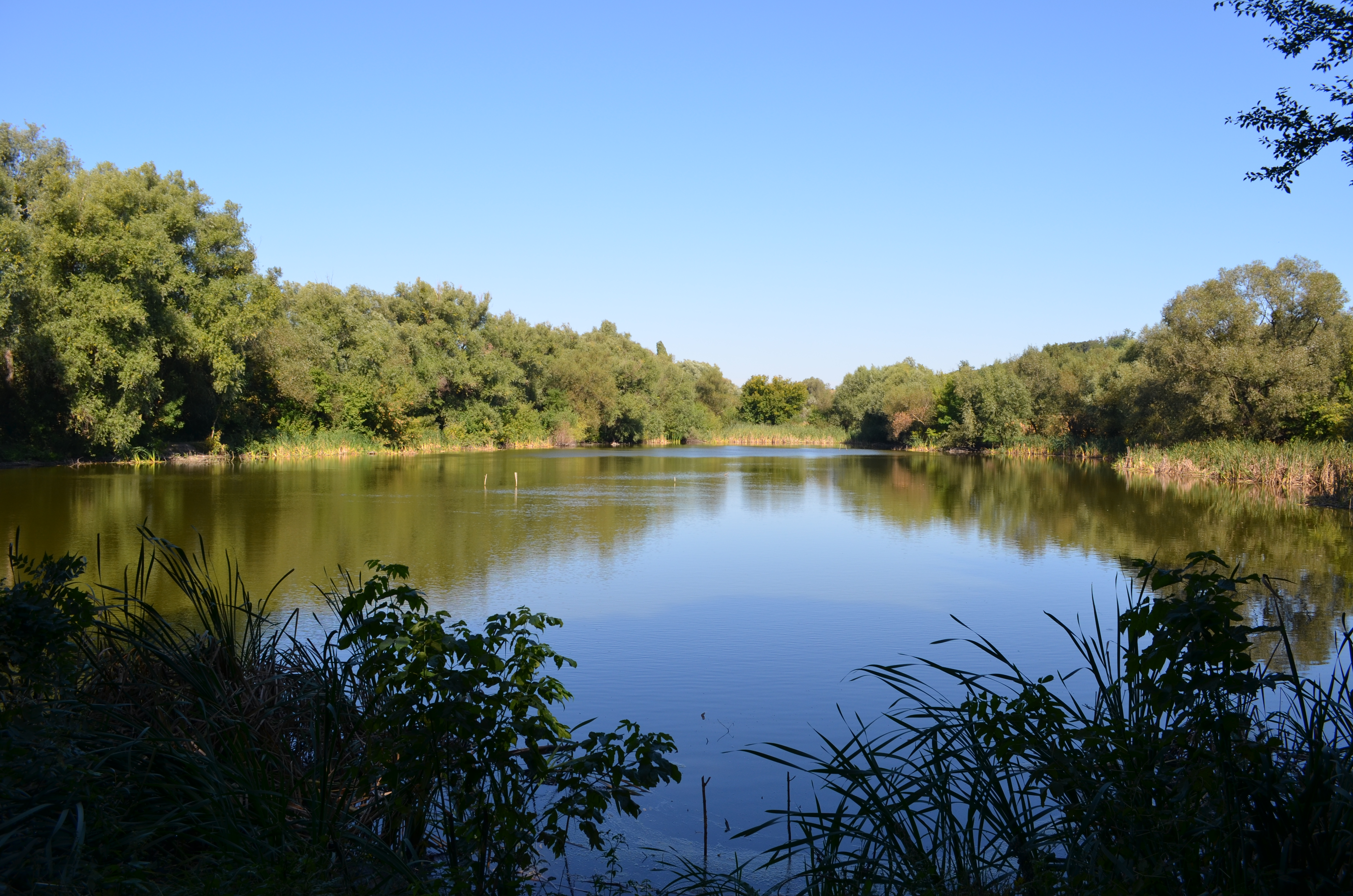
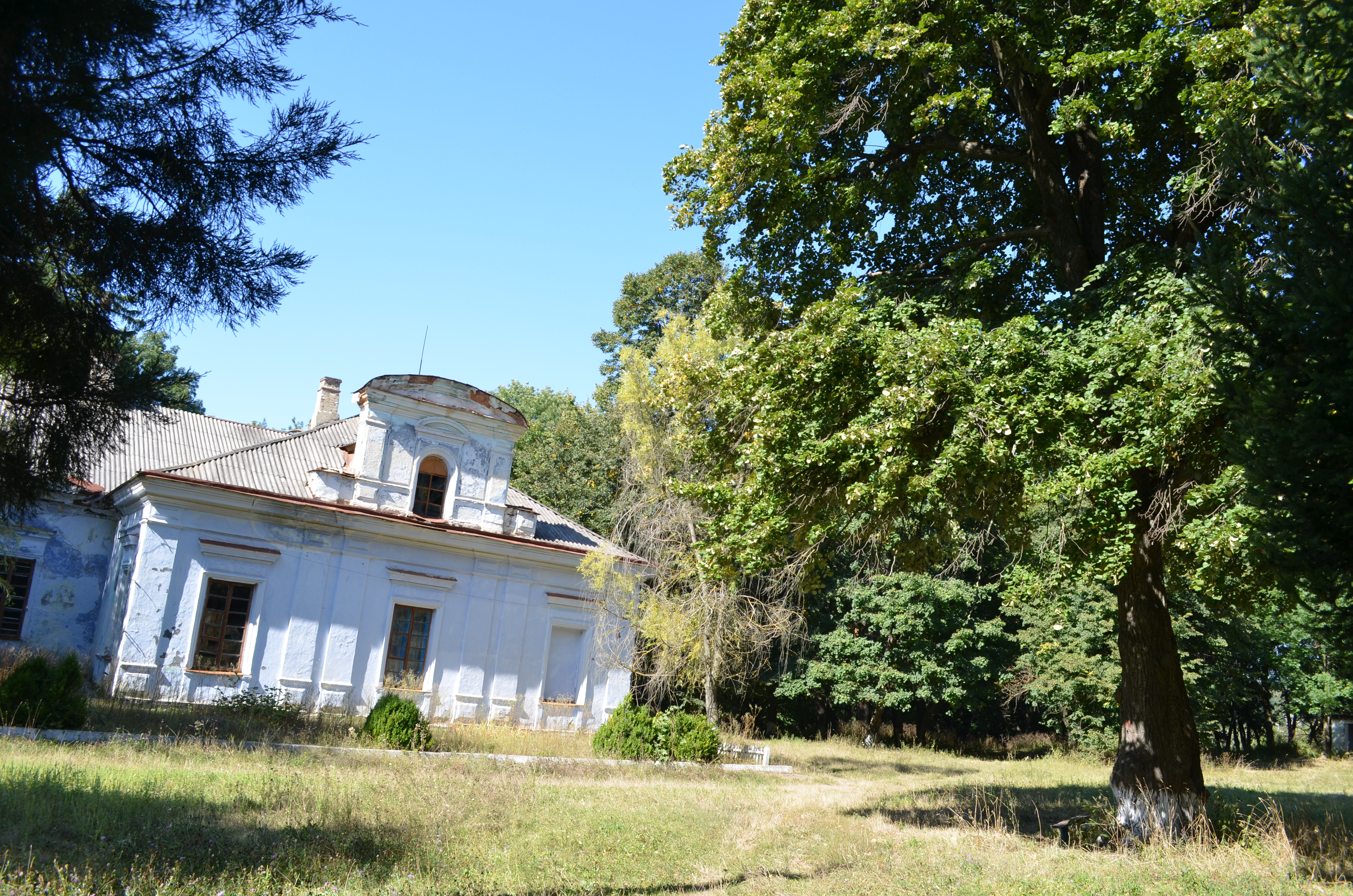
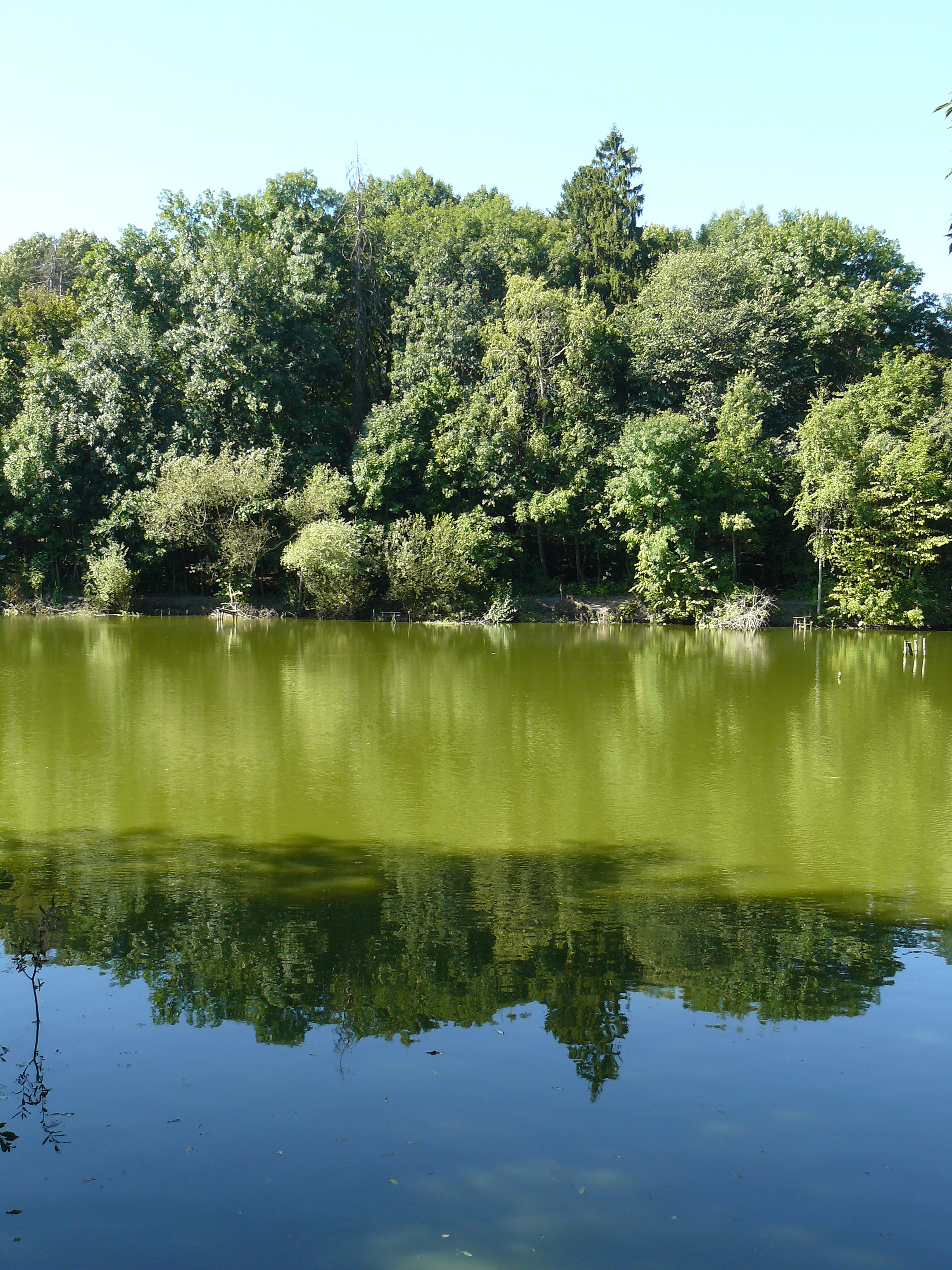
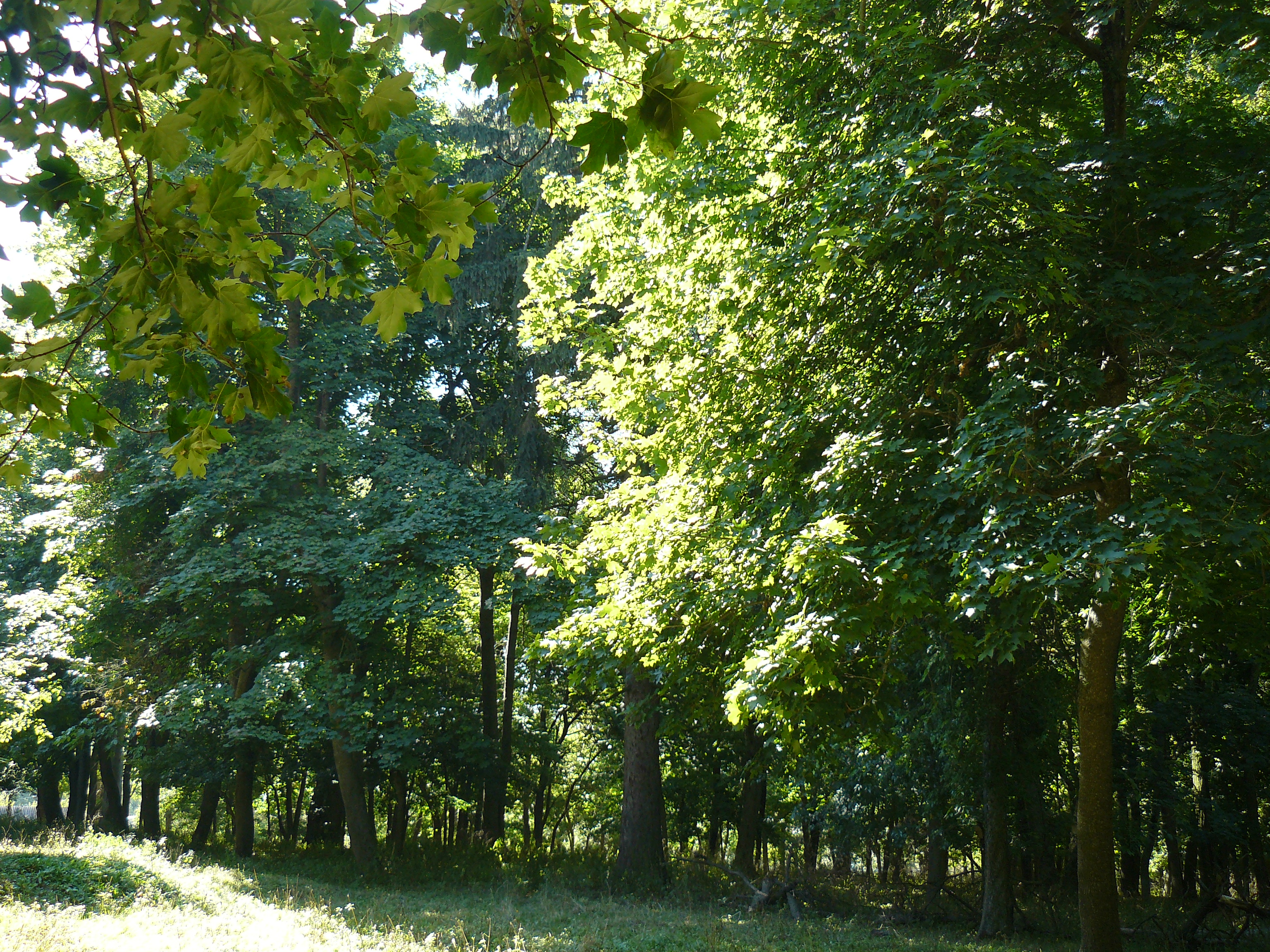
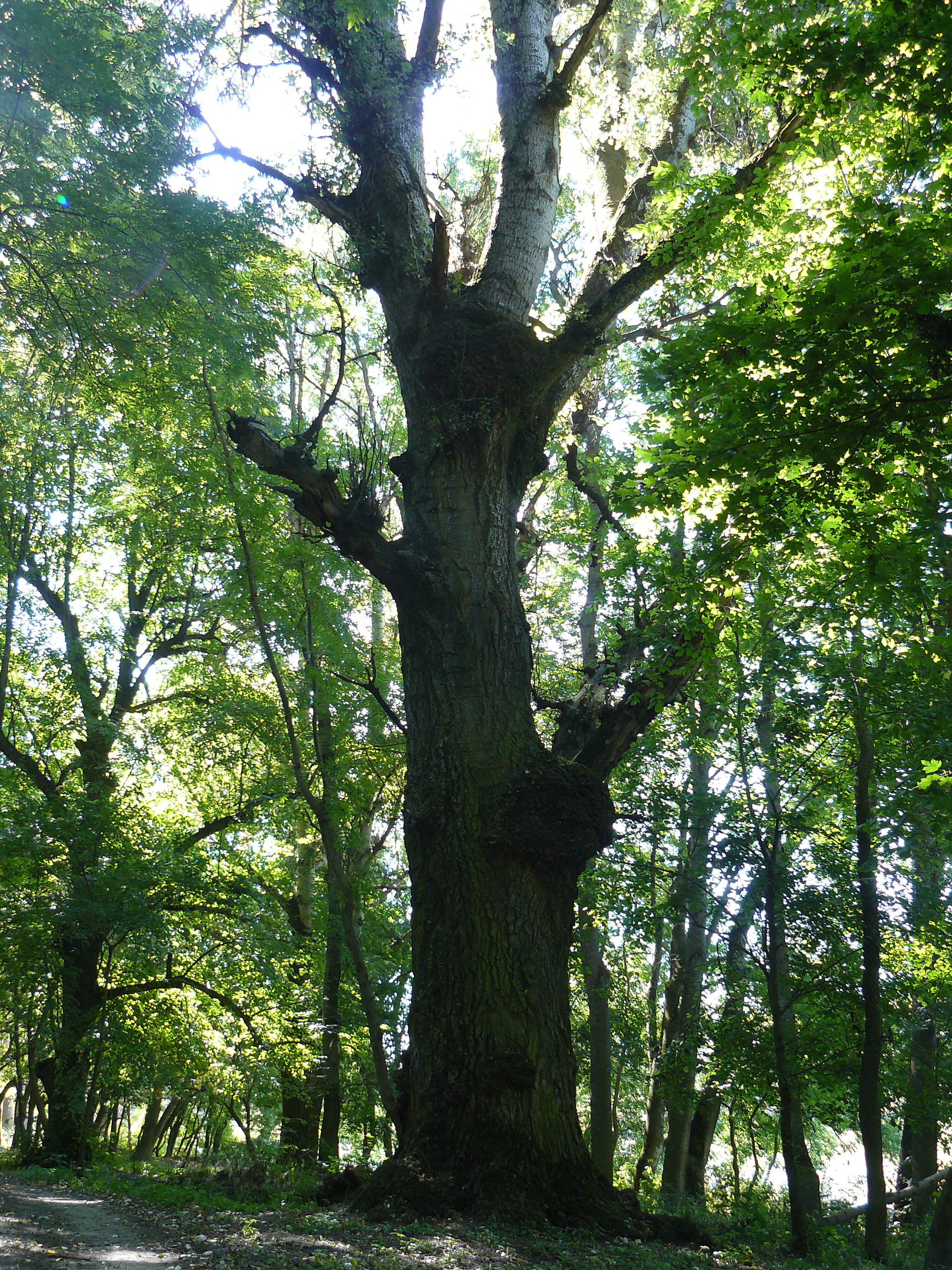
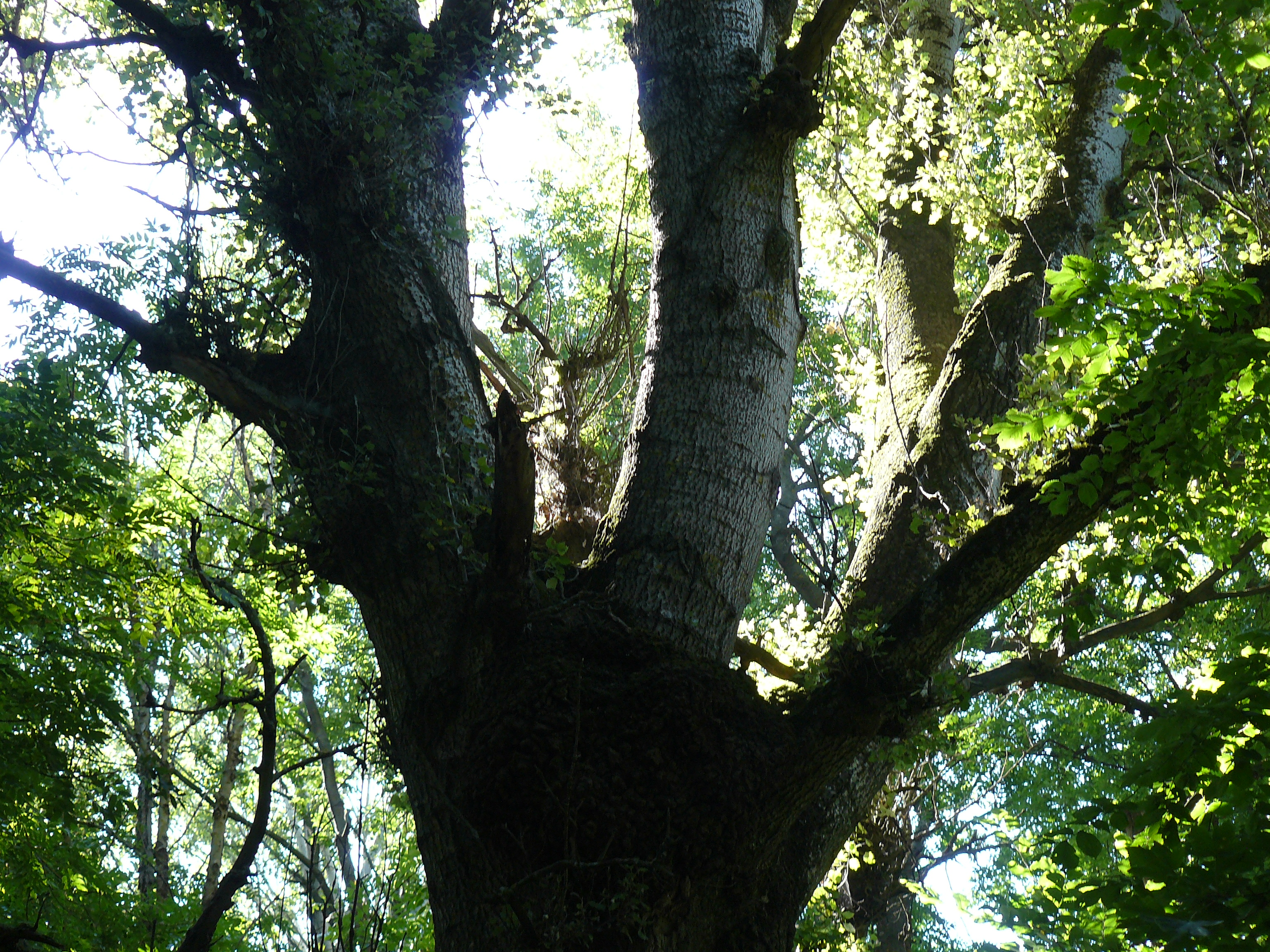
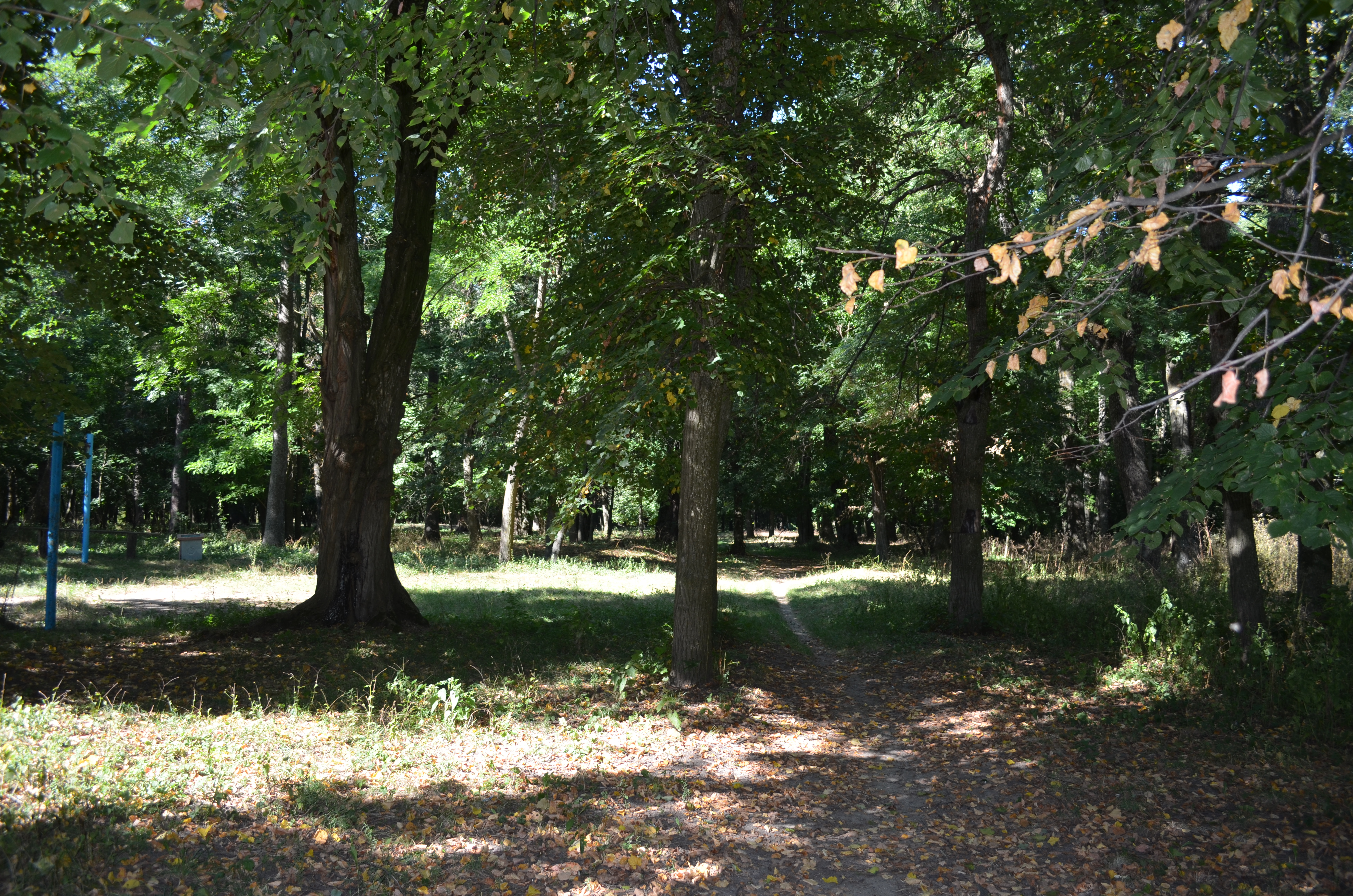
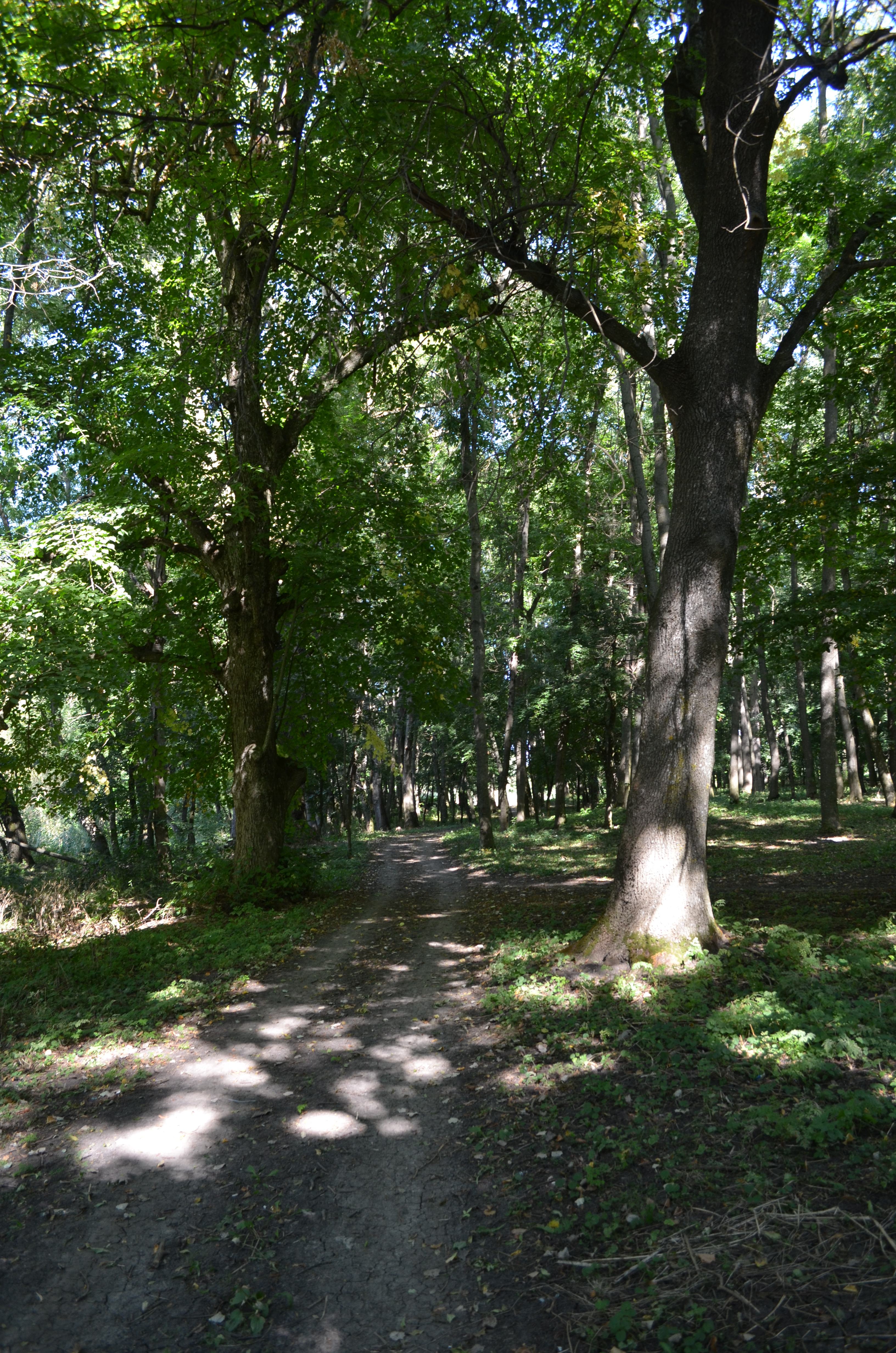
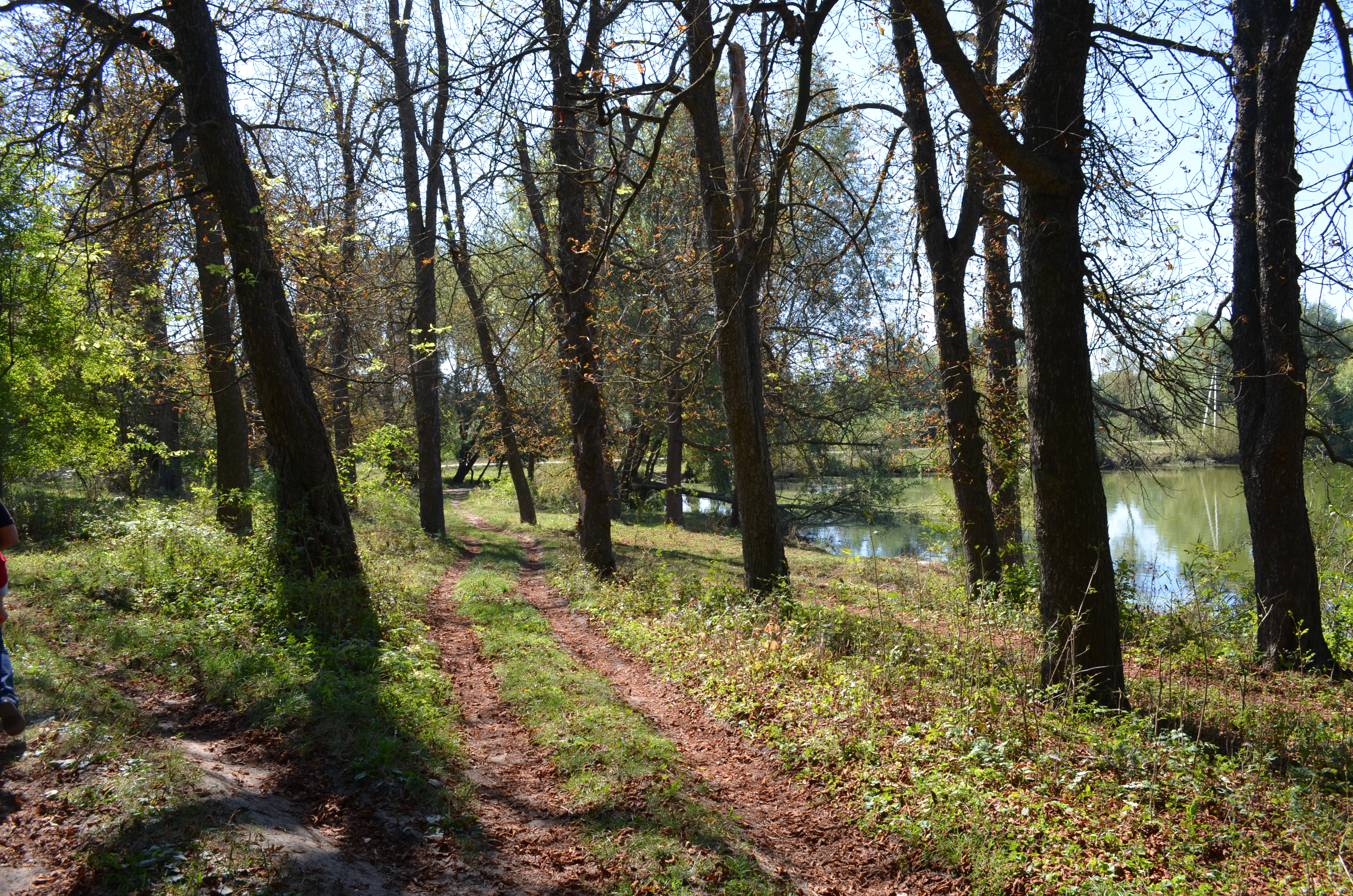
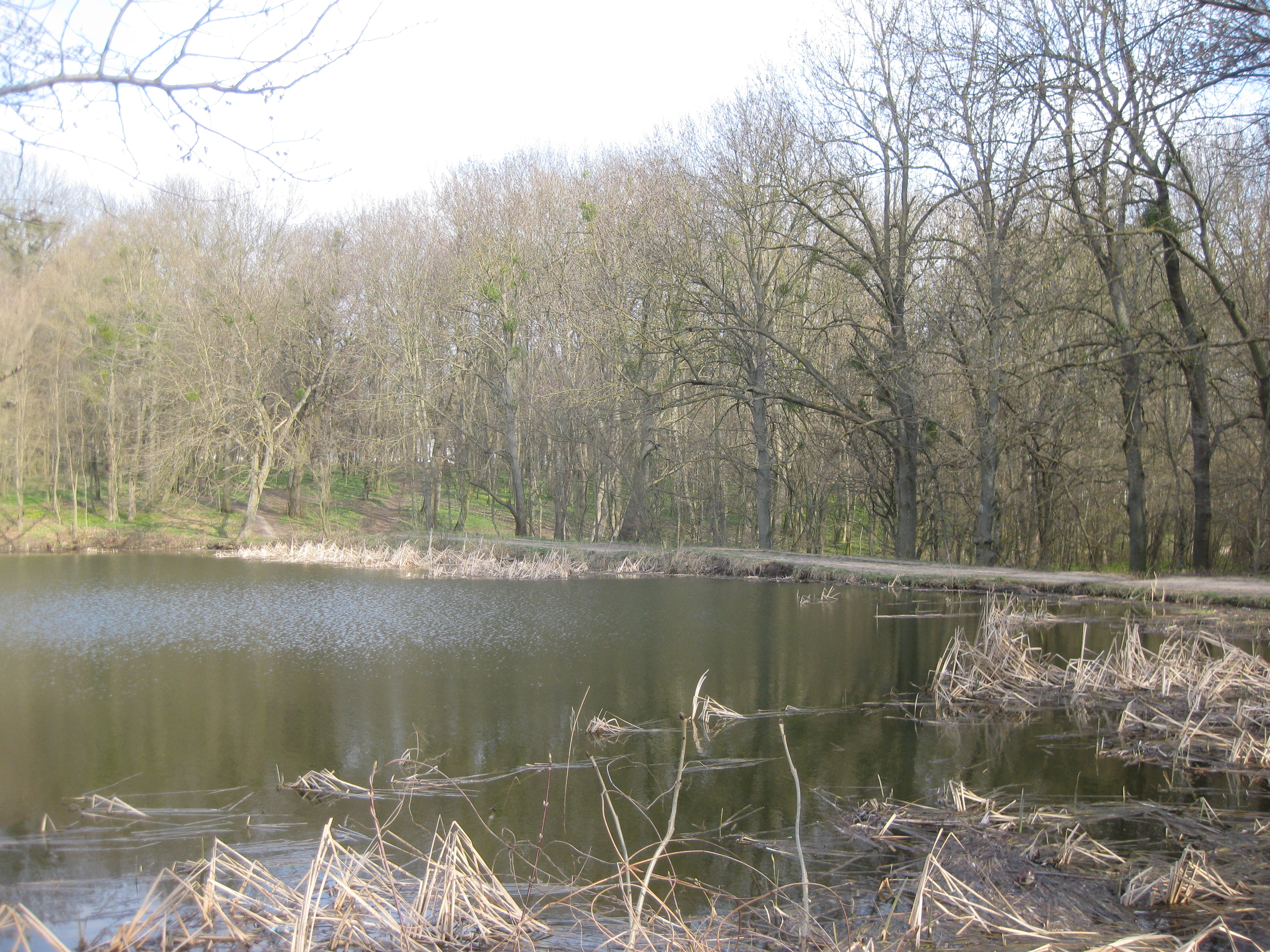